# Sala on-line

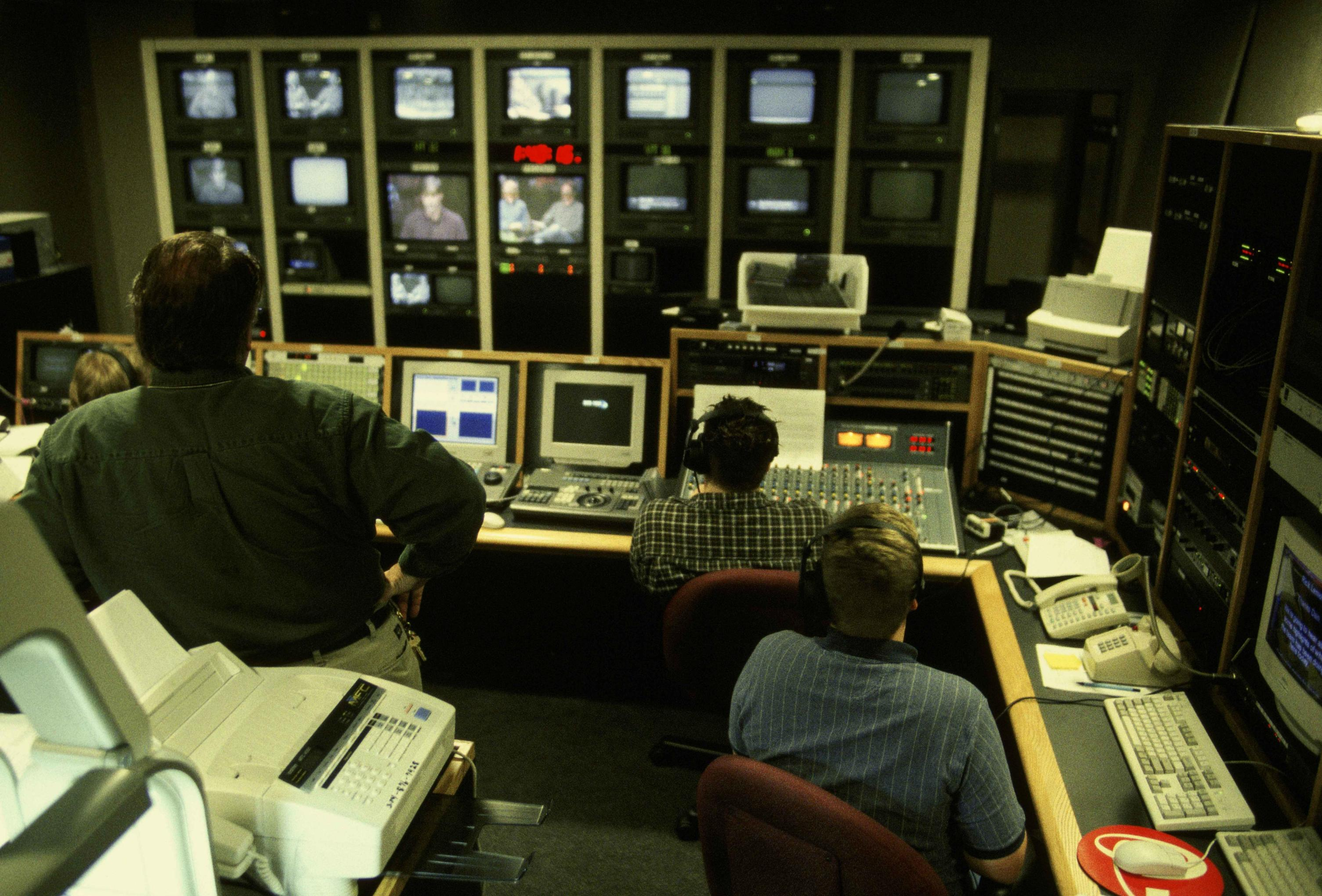
Sala en línea de televisión.

La sala on-line es una sala de vídeo dotada de todo el equipamiento necesario para obtener un producto audiovisual definitivo, listo para ser duplicado o emitido. Debido a ello resulta una inversión de capital muy fuerte, con plazos de amortización largos y alquileres considerables. Para reducir estos últimos, las salas en línea crearon la necesidad de otras salas menos equipadas, las salas off-line, pero con la llegada de los medios digitales volvieron a ser las únicas existentes.

## Descripción
La expresión on-line se puede traducir por «en el aire» y Ohanian (1996) indica que no se conoce bien su procedencia. Quizá, prosigue Ohanian (1996, p. 64), su origen se remonta a las emisiones de radio y televisión. En estas, cuando la señal se estaba emitiendo se denominaba «estar en el aire», «on-line», de ahí que por extensión las salas donde se post-producían los programas definitivos pasaran a denominarse de la misma manera y las ediciones realizadas en estas salas se llaman ediciones on-line, según Espinosa y Abbate (2005, p. 161)
En contraposición estaría la sala off-line, por aquellas donde se post-producían programas sin calidad suficiente para ser emitidos o comercializados. Las llamadas ediciones off-line.

## Equipamiento
Según Ohanian (1996), una sala on-line necesitaba por lo menos los siguientes equipos:
- Dos o más magnetoscopios como fuentes.
- Un magnetoscopio para la grabación.
- Cámara para capturas de títulos.
- Generador de efectos digitales.
- Tituladora.
- Un monitor para cada uno de los equipos.
- Mesa de mezclas para las distintas señales.
- Equipo de sonido.
- Mesa de mezclas para el sonido.
- Un grabador de disco para grabar y reproducir instrucciones digitales.
- Cableado de gran calidad para conectar todos los dispositivos.

Ohanian (1996, p. 64) concluía que un equipamiento así podía costar entre 500 000 y un millón de dólares. Pero de dicho montante la totalidad no se invertía en los equipos. La conexión y sincronización de los mismos también demandaba una partida considerable porque, por ejemplo, si en lugar de dos fuentes se necesitara una tercera el editor podría tomar el control de un magnetoscopio más instalado en el almacén sin utilizar pulsando en su pantalla de control. Para lograr esto era necesario tener sincronizados y conectados todos los magnetoscopios con la sala de edición.
Una hora de alquiler de una sala en línea podía costar entre 300 y los 1 000 dólares, cantidades dadas por Ohanian (1996, p. 64) a precios de los años 1990. Pese a todo, estos valores son orientativos, pues algunas máquinas dedicadas podían costar esa cantidad o más, caso del generador de efectos digitales Quantel Paintbox.